# キャンパス

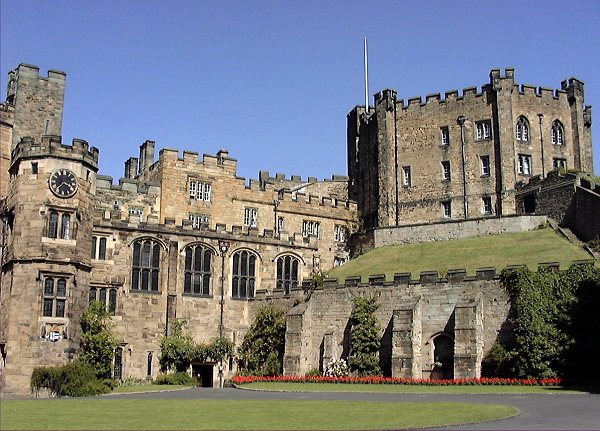
伝統大学の一つである ダラム大学のキャンパス

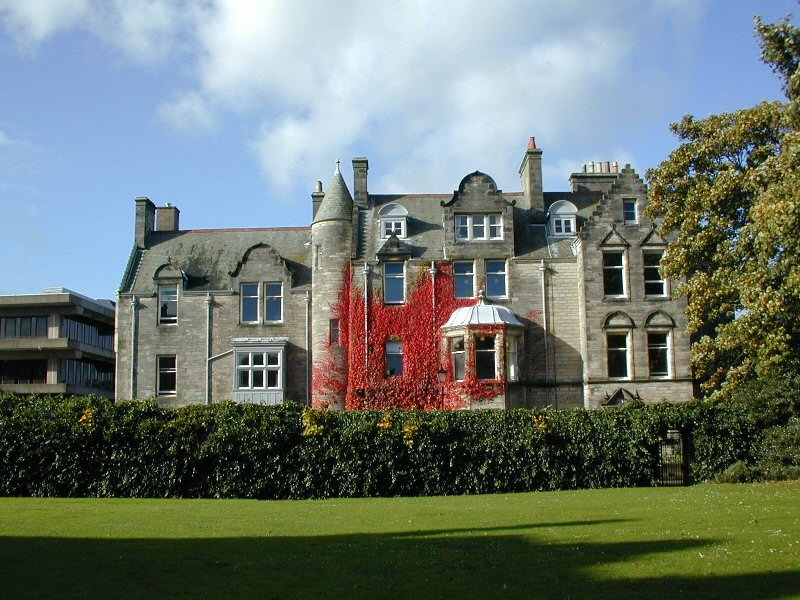
イギリス・スコットランド東海岸のセント・アンドルーズ市にある最古の大学 セント・アンドルーズ大学のキャンパス

キャンパス（英: campus）とは、もともとは「敷地」「フィールド」のこと。そこから転じて、一般に大学や専門学校の構内のことをいう。大学の建物、図書館、教室棟などがある敷地空間のみを示すだけでなく、そこに集まる学生や教員・職員などが活動し、係わり合う空間や雰囲気全体を指すこともある。

## 成り立ち
かつてジョン・F・ケネディが、アメリカン大学での講演で「大学のキャンパスの美しさとは」という話題で語り、「古い礼拝堂や蔦のからまる大学図書館が美しいのではなく、無知を恥じ、お互いに切磋琢磨する学生仲間と教師が、大学のキャンパスの美しさを作り上げているのだ」という趣旨のことを語って、語り草となった。
欧米では数世紀の伝統を有するキャンパスがしばしば見られる。オックスフォード大学、ケンブリッジ大学、ダラム大学などは、大学を実質上構成する個々のカレッジが、土地、建物を含めた資産を持ち、それがまたキャンパスの景観の一部にもなっている。
日本では大学制度自体が明治時代以降に確立されたものであるため、長い伝統を持つキャンパスは（欧米に比べて）それほど多くない。都市圏の大学では組織再編や新たな敷地を求めて、キャンパスの大規模な移転が常態化しており、図書館、芝生のキャンパスは、大規模LANとファーストフード店のキャンパス進出、大学グッズを売る大学生協と公開講座に通う社会人受講生に取って代わられつつある。